# 廟前廣場

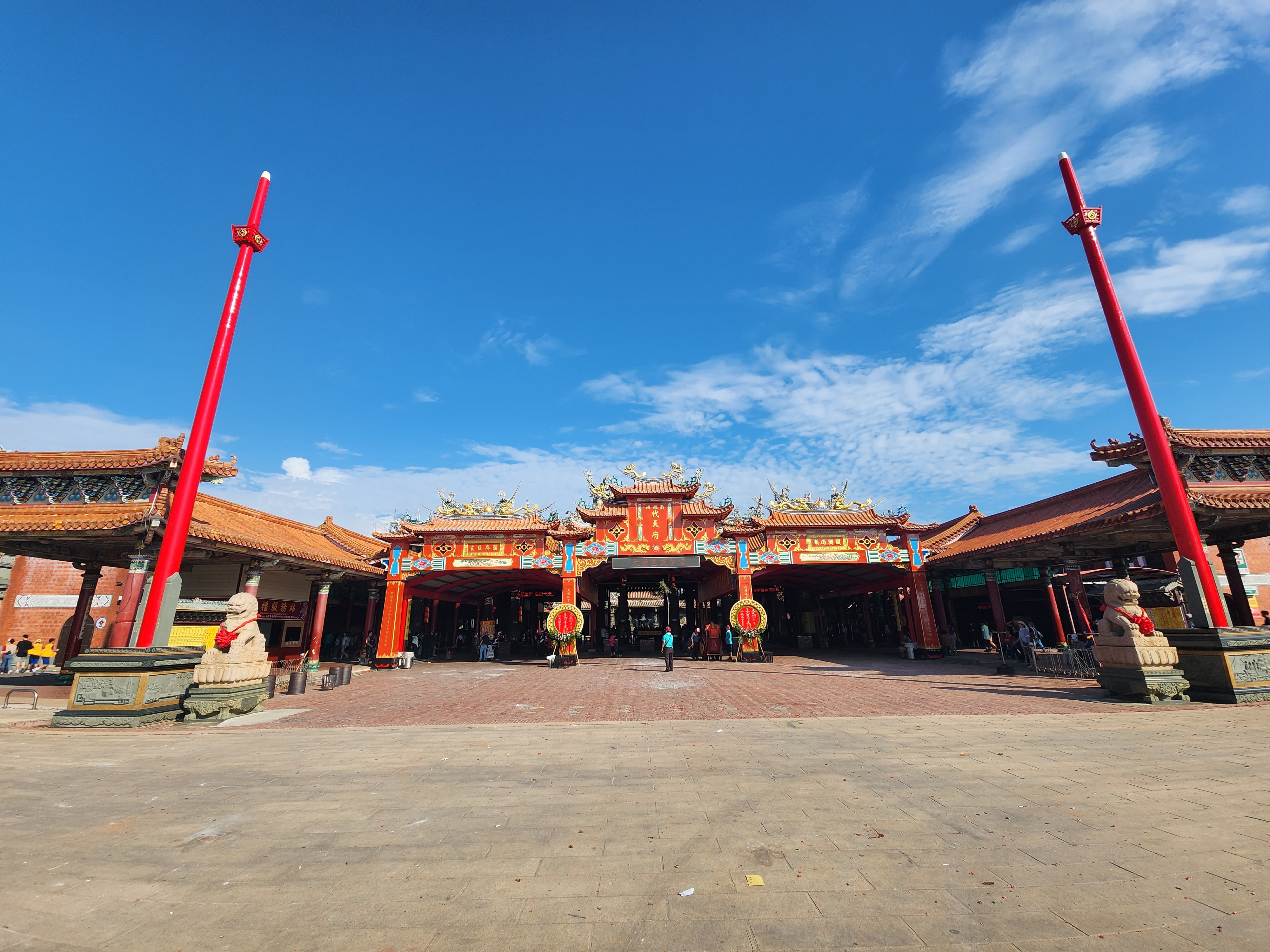
南鯤鯓代天府的廟前廣場

廟前廣場，在臺灣別稱廟口、廟埕，是廟宇前方的大廣場。廟前廣場一般是附近居民的活動場所，在農忙時充當農民曬稻穀或農作物的地方，也為小販提供擺攤的地方，供人休閒遊憩、逛夜市的好去處。廟前廣場在神明祭典時則充當重要的祭祀與表演場地，法會、辦桌等也會在廟前廣場舉辦。廟會文化衍生自廟前廣場在日常生活上的應用。